# 山本鎮彦
山本 鎮彦（やまもと しずひこ、1920年11月1日 - 2012年9月17日）は、日本の内務・警察官僚。第9代警察庁長官。位階は従三位。

## 人物像
長野県長野市生まれ。横浜第一中学校（現神奈川県立希望ヶ丘高等学校）、旧制松本高等学校文科甲類を経て1943年東北帝国大学（現東北大学）法文学部法科卒。フランス語、英語を使うことのできる国際派として知られ、警察庁長官としては初の非東大法学部出身者となった。その他、警察官僚出身としては初となる特命全権大使も務めた（後の三井脩人脈に連なる）。
退官後、広域暴力団との繋がりを指摘されていた株式会社佐々木通商が最大の出資先となっていた、社団法人公共ネットワーク機構の会長に就任したことを問題視された。ただし、山本本人はそのことを知らないで会長職を引き受けていたと主張している。
警察庁OBのトップとして長年君臨し続け、警察庁を陰で牛耳るドンとして恐れられていた。旧内務省・特高警察の流れをくむ警察庁OBによる秘密グループにも参加しており、暴力団対策法の素案を練ったり、警察庁人事に影響力を行使するなど、絶大な権力を握っていた。このグループには、後の国民新党代表の亀井静香も参加している。
2012年9月16日、91歳で死去（没日付をもって正七位から進階し、従三位追贈）。

## 略歴
- 高等文官試験行政科試験合格（1943年）
- 内務省大臣官房人事課勤務
- 海軍経理学校入学
- 大日本帝国海軍大尉（1945年）
- 福井県経済部農務課長
- 警視庁本富士警察署長（警視）（1948年～49年）
- 警視庁公安部公安第一課長（警視正）（1954年）
- 在フランス日本国大使館一等書記官（1958年～1962年）
- 栃木県警察本部長（1962年～1963年）
- 警察庁警備局外事課長（1963年～1965年）
- 警察庁警備局公安第一課長（1965年～1966年）
- 警視庁公安部長（1967年～1971年）
- 兵庫県警察本部長（1971年～1972年）
- 警察庁警備局長（1972年～1975年）
- 警察庁次長（1975年～1978年）
- 警察庁長官（1978年～1981年）
- 自動車安全運転センター理事長（1982年）
- 駐ベルギー特命全権大使（1983年～1986年）
- 財団法人保安電子通信技術協会会長
- 社団法人公共ネットワーク機構会長
- 日本シークレットサービス会長
- 社団法人東南アジア調査会会長
- 財団法人警察育英会会長
- さくら銀行顧問
- 日本碍子監査役
- 財団法人公共政策調査会理事長。